# Simone Ruffini
Simone Ruffini (* 7. Dezember 1989 in Tolentino) ist ein italienischer Freiwasserschwimmer. Er wurde 2015 Weltmeister über 25 Kilometer.

## Erfolge
Bei den Schwimmweltmeisterschaften 2015 auf der Kasanka im russischen Kasan siegte er über 25 km in 4:53:10,7 Stunden vor dem US-Amerikaner Alex Meyer (4:53:15,1 h) und seinem Landsmann Matteo Furlan (4:54:38,0).
Bei den Schwimmweltmeisterschaften 2013 in Barcelona war er über dieselbe Distanz in 4:47:42,7h nur Siebter hinter dem Griechen Spyros Gianniotis (4:47:31,3) geworden, als Thomas Lurz in 4:47:27,0 siegte.
Bei den Schwimmeuropameisterschaften 2010 in Budapest kam er im 5-km-Jagdrennen zeitgleich in 59:15,9 min mit dem Griechen Spyros Gianniotis auf den Bronzerang hinter seinen Landsleuten Luca Ferretti (58:43,4) und Simone Ercoli (59:00,5).
Im gemischten Team über 5 km zusammen mit Ercoli und Rachele Bruni gab es in 59:03,0 Silber hinter Griechenland (59:55,6) und vor den Russen (59:59,5).
Universiade-Sieger wurde Ruffini 2011 im chinesischen Shenzhen über 10 Kilometer in 1:58:00,47 mit Abstand vor einem Russen und einem Japaner.

## Privates
Ruffini ist liiert mit der italienischen Freistilschwimmerin Aurora Ponselè. Vom Siegerpodest in Kasan aus machte er ihr einen „schriftlichen“ Heiratsantrag. Auroras Antwort: “È sí!”